# John Cordy Jeaffreson
John Cordy Jeaffreson , né le 14 janvier 1831 à Framlingham et mort le 2 février 1901, est un romancier anglais et auteur de non-fiction populaire.

## Biographie
John Cordy Jeaffreson naît le 14 janvier 1831 à Framlingham dans le Suffolk. Il est le deuxième fils et le neuvième enfant de William Jeaffreson (1789-1865), un chirurgien, et de Caroline (morte en 1863), le plus jeune enfant de George Edwards, commerçant là-bas; et est nommé d'après l'oncle de sa mère par mariage, John Cordy (1781-1828) de Worlingworth et Woodbridge. Après des études aux lycées de Woodbridge et de Botesdale, il entre en apprentissage chez son père en août 1845 ; mais s'inscrit au Pembroke College, Oxford, le 22 juin 1848, où parmi ses amis de premier cycle se trouvent les futurs romanciers Henry Kingsley et Arthur Locker
Après avoir obtenu sa licence en mai 1852, Jeaffreson vit à Londres pendant environ six ans, travaillant comme précepteur privé et donnant des cours dans des écoles ; il commence également à écrire. À partir de 1856, il est journaliste et écrit à partir de 1858 et jusqu'à la fin de sa vie pour l' Athénée. Il devient étudiant au Lincoln's Inn le 18 juin 1856 et est admis au barreau le 30 avril 1859, mais n'exerce pas le droit.
John Cordy Jeaffreson évolue dans les cercles sociaux tant juridiques que littéraires. En 1860, il rejoint "Our Club", un groupe littéraire qui est alors un club de restauration, se réunissant chaque semaine au Clunn's Hotel, Covent Garden. En 1872, Sir Thomas Duffus Hardy, un ami et gardien adjoint des Archives publiques, invite Jeaffreson à devenir inspecteur des documents pour la Commission des manuscrits historiques. Après une formation paléographique au Public Record Office, il commence à travailler en 1874. Il se concentre alors sur la préparation de rapports et de calendriers de documents manuscrits.
Après des années de mauvaise santé, qui mettent fin à son travail, Jeaffreson meurt le 2 février 1901 dans sa maison de Maida Vale et est inhumé au cimetière de Paddington, Willesden Lane.